# Berichte zur Denkmalpflege in Niedersachsen
Berichte zur Denkmalpflege in Niedersachsen (seit 2022 Denkmalpflege Niedersachsen) ist eine Fachzeitschrift, die in allgemein verständlicher Sprache zu Themen der Denkmalpflege im deutschen Bundesland Niedersachsen informiert. Die seit 1981 vierteljährlich (seit 2022 halbjährlich) als Veröffentlichung des Niedersächsischen Landesamtes für Denkmalpflege (NLD) erscheinende Zeitschrift enthält einen Querschnitt aus allen denkmalpflegerischen Tätigkeitsfeldern. Die Zeitschrift richtet sich an Fachleute, informiert aber auch interessierte Laien und will Verständnis sowie Interesse für die verschiedenen Aufgaben von Denkmalpflege und Denkmalschutz wecken. Während die einzelnen Hefte zunächst ein breites Themenspektrum aus der Bau- und Kunstdenkmalpflege, der Archäologie, der Inventarisation und der Restaurierungswerkstätten abdecken, gibt seit einigen Jahren auch Ausgaben zu Schwerpunktthemen.
Die Zeitschrift wird von der Präsidentin bzw. vom Präsidenten des Niedersächsischen Landesamtes für Denkmalpflege in Hannover, derzeit (2023) Christina Krafczyk, herausgegeben und erscheint im Verlag CW Niemeyer Buchverlage in Hameln. Leitender Redakteur war von Anfang an bis 2018 Dietmar Vonend, nach dessen Pensionierung Tobias Wulf.